# القاهر (حجة)
القاهر هي إحدى قرى الجمهورية اليمنية. وهي تتبع جغرافيًا لمحافظة حجة. وإداريًا لمديرية المغربة. يبلغ تعداد سكانها 2993 نسمة حسب الإحصاء الذي جرى عام 2004.